# Decatur, Alabama

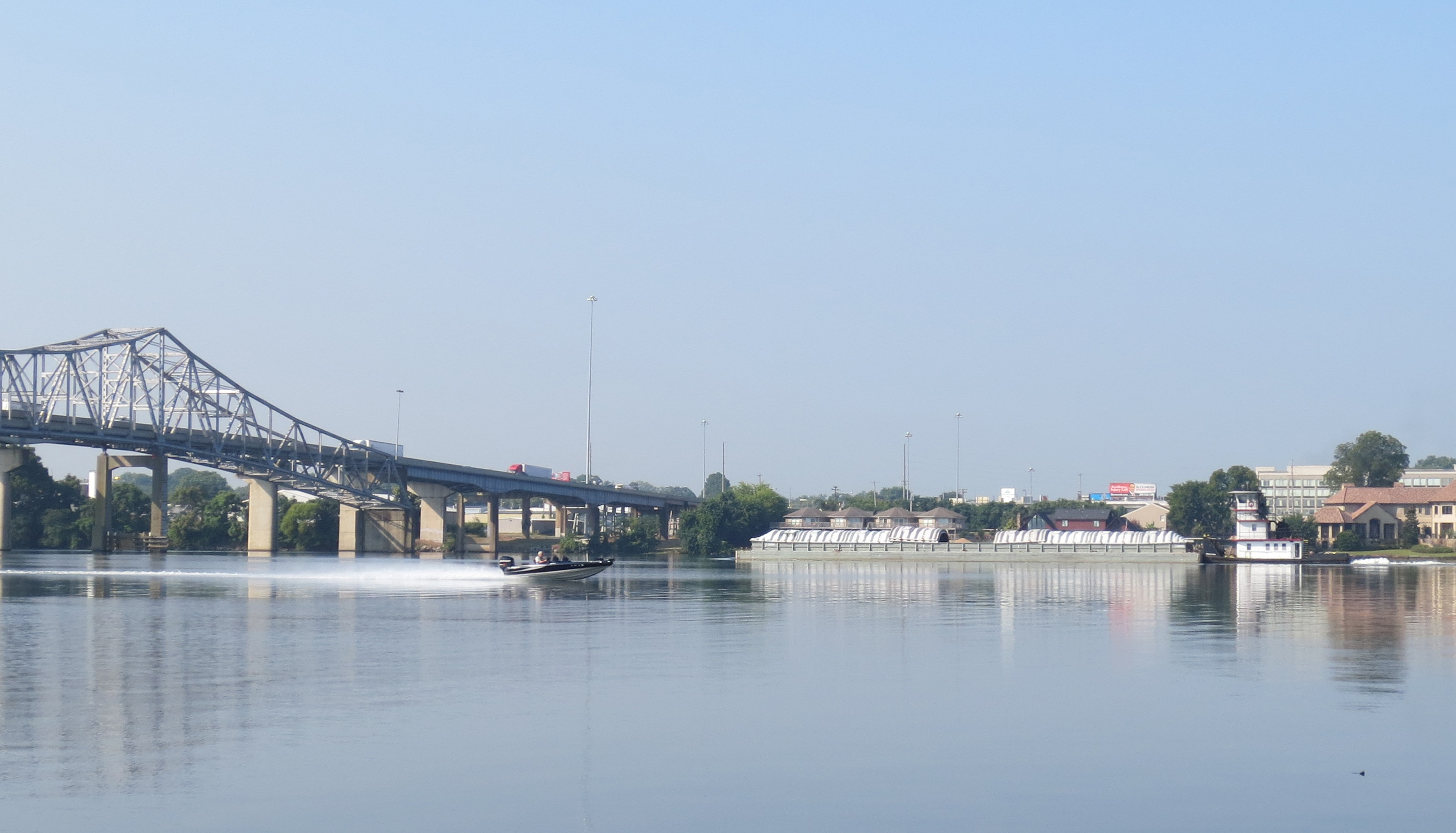
Từ phía bắc của dòng sông tại bến thuyền bên cạnh Hard Dock

Decatur, Alabama là một thành phố thuộc tiểu bang Alabama, Hoa Kỳ. Thành phố có diện tích km2, dân số thời điểm năm là người.
Decatur được gọi là "Thành phố sông", nằm ở phía Bắc Alabama trên bờ hồ Wheeler, dọc theo sông Tennessee. Đây là thành phố lớn nhất và quận lỵ của quận Morgan6. Dân số ước tính năm 2006 là 55.778 người.2
Decatur cũng là thành phố chính của vùng đô thị gồm hai quận với dân số 150.125 người vào năm 2006. Kết hợp với Vùng đô thị Huntsville, hai khu vực này tạo ra các Khu vực thống kê đô thị kế hợp Huntsville-Decatur, trong đó, Decatur là thành phố lớn thứ hai.
Giống như nhiều thành phố phía Nam đầu thế kỷ 19, thành công ban đầu của Decatur dựa trên vị trí của nó dọc theo một con sông. Các tuyến đường sắt và giao thông chèo thuyền đã đẩy thành phố lên phía trước bầu không khí kinh tế của Bắc Alabama. Thành phố nhanh chóng phát triển thành một trung tâm kinh tế lớn trong Thung lũng Tennessee và là trung tâm cho khách du lịch và hàng hóa giữa Nashville và Mobile, cũng như Chattanooga và New Orleans. Trong suốt thế kỷ 20, thành phố đã trải qua sự tăng trưởng ổn định, nhưng bị lu mờ là trung tâm kinh tế khu vực bởi Huntsville phát triển nhanh chóng trong cuộc đua không gian. Thành phố hiện tìm thấy nền kinh tế của mình chủ yếu dựa vào sản xuất, khai thác, vận chuyển hàng hóa, hóa chất và các công ty công nghệ cao như Vulcan Materials, Daikin, Toray, United Launch Alliance.